# ФК Крю Александра
Крю Александра (на английски: Crewe Alexandra Football Club, произношение на английски: 'Кру Алигзандра') е футболен отбор от Английската лига, който се намира на Грести Роуд в град Крю, Чешър, Англия. Известен е с прозвището си Железничарите (от железница, Railway) заради Крю Уъркс, което е връзка на града с английската индустрия. Създаден през 1877 г. и вероятно наименован на Принцеса Александра (някои предполагат, че решението да се сформира клуба е всъщност взето в бирарията наречена на името на принцесата). Понастоящем отборът играе в третото ниво на английския футбол – Лига 1.

## История
Крю са от отборите-основатели на Втора Дивизия през 1892 г., като преди това са били членове на Футболния Алианс. Но само след 5 сезона излизат от лигата. Отново се присъединяват към Футболната Лига през 1920 г. и спечелват техния първи трофей – Уелската купа през 1936 и 1937 г., преди да бъдат възпрепятствани от участие (не само понеже не били в Уелс).
След като зацикля буквално на дъното на Трета Северна Дивизия и по-късно дори на Четвърта Дивизия, Крю Александра придобиват репутацията на въобще най-слабия отбор в Англия, нещо което още повече се засилва след като биват победени от Тотнъм Хотспър с 13 – 2 в преиграване на двубой от четвърти кръг на Купата на Англия на 3 февруари 1960 (Спърс задържат на 2 – 2 на Грести Роуд четири дни по-рано).
Но успехът на мениджърите през 1960 и 1970 г., сред които Ърни Таг (на два пъти), Денис Вайълет, Джими Мелиа, Хари Грег (оцелял от Мюнхенското въздушно произшествие, в което загиват по-голямата част от младите звезди на Манчестър Юнайтед), успява всъщност твърде малко да промени ситуацията и Крю редовно трябва да кандидатстват за преизбиране след като завършвали в дъното на таблиците на Четвърта Дивизия.
Това започва да се променя все пак през юни 1983 г. с назначаването на родения в Милано Дарио Грейди за мениджър. Със зла и опърничава тактика, заедно с репутацията на изстискващ най-доброто от младите си играчи, Грейди повежда своите подчинени до безпрецедентното ниво на Първа Дивизия през 1997 и задържа тима си там до 2002, въпреки клубния бюджет на отбора, с който множество други малки клубове дори не биха могли да съществуват.
След един сезон във Втора Дивизия клубът се изкачва отново в Първа Дивизия в края на сезон 2002/03, завършвайки на второ място (за първи път Крю постигат промотиране от позицията на подгласник). Въпреки че успяват да се задържат на тяхното място в преименувания на Чемпиъншип Първа дивизия през сезон 2003/04, в началото на сезон 2004/05 те биват определяни като един от тимовете, които имат най-малък шанс да задържат мястото си в дивизията. Но тогава те правят много силна първа половина на сезона. И въпреки че след като продават Дийн Аштън на Норич Сити за рекордните три милиона лири през трансферния прозорец през януари 2005 г., Крю не успяват да спечелят нито веднъж повече чак до последния мач на сезона, те все пак се спасяват, побеждавайки Ковънтри Сити с 2 – 1.
По данни от декември 2005 г., Гради е най-дълго изпълняващия длъжността мениджър в Английската Футболна Лига. Той отпразнува своя хиляден мач начело на Крю на 20 ноември 2001, когато отборът му гостува на Кароу Роуд, домът на Норич Сити. Дарио Грейди през този сезон кара своята двадесет и втора година в клуба, въпреки че асистент мениджъра му Нийл Бекър взема временно под свое ръководство нещата между 22 септември и 17 октомври 2003 г., докато Гради претърпява сърдечна хирургична операция.
По време на управлението на Грейди, клубът придобива много добра репутация със своята младежка академия, която е и лицензирана от футболната асоциация. Като се концентрира върху развитието на собствени играчи, клубът остава печеливш (нещо рядко за отбор от долните дивизии на Англия), като ги продава след като те придобият някакъв опит в Крю. Академията за играчи на Крю е известна с наблягането на техническите умения, което кореспондира и с целта на Грейди да има на своя страна играчи, играещи атрактивен футбол.
Играчите, които са минали през отбора на Крю включват английските национали Джоф Томас, Дейвид Плат и Роб Джоунс, уелсеца Роби Савидж, и северно-ирландските национали Нейл Ленън и Стийв Джоунс. Всички те са юноши, подписали от други клубове, но Дарио Грейди също има и значителен успех в създаването на собствени играчи на Крю – като известните английски национали Дани Мърфи и Сет Джонсън, настоящия английски младежки национал Дийн Аштън и уелския национал Дейвид Воуън.

## Успехи
- Купа на футболната асоциация:
  - полуфинал – 1888

- Купа на Уелс:
  - носители – 1936, 1937

- Млечна купа:
  - Победители на главната секция 1987, 1989
  - Победители в юношеската секция 1990, 1998